# Coltello a spinta

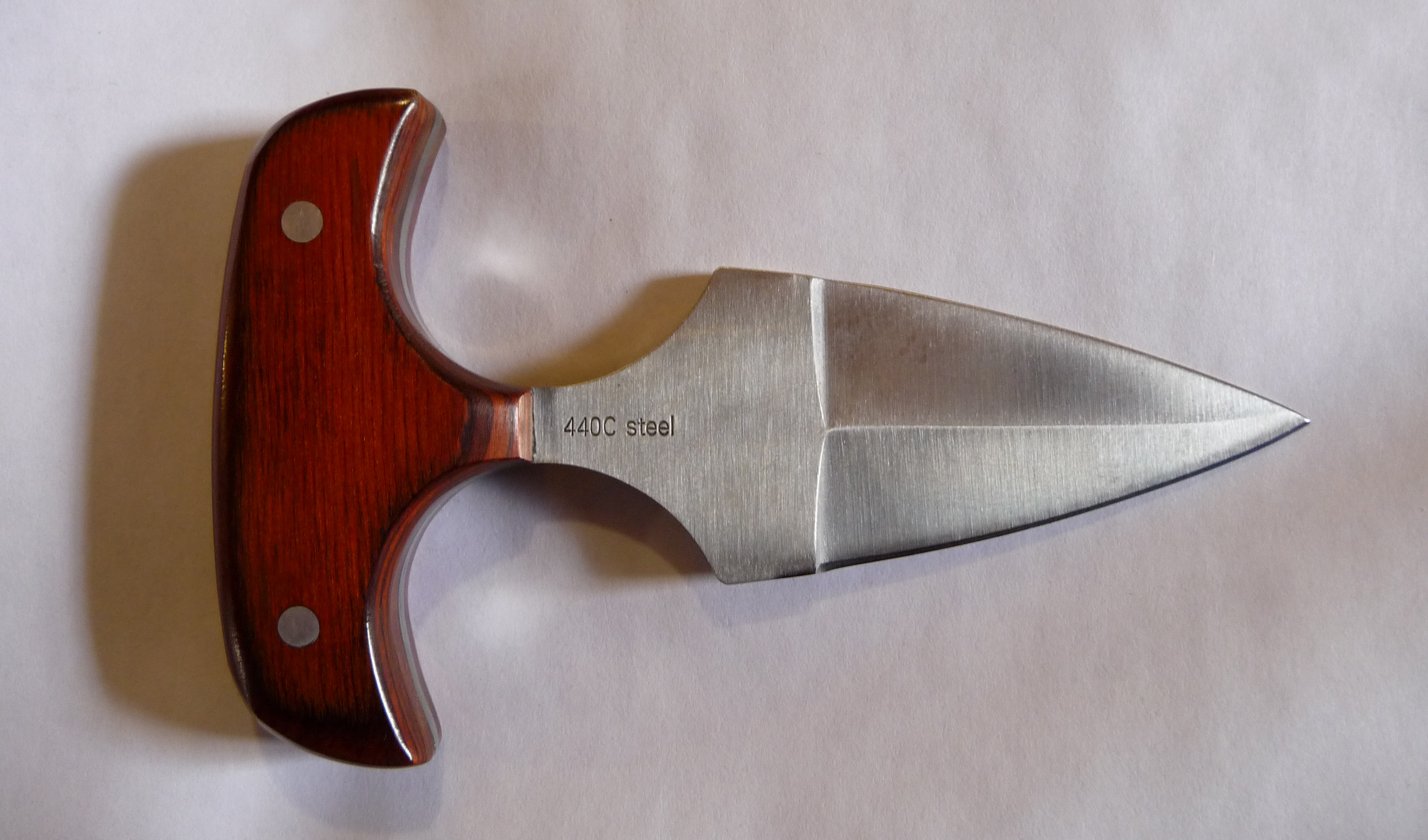
Coltello a spinta

Il coltello a spinta, noto anche come "push dagger" o "T-dagger" è un particolare tipo di coltello da combattimento.

## Caratteristiche
I coltelli a spinta sono tendenzialmente di piccole dimensioni. La loro caratteristica principale è il manico a forma di T studiato per essere incastrato fra due dita. La lama, quasi sempre a goccia, può avere uno o due fili.

## Utilizzo
I push dagger sono disegnati e pensati per il combattimento e utilizzarli in qualsiasi altro ambito è molto difficile. Si impugnano incastrando il manico fra le nocche dell'indice e del medio dopo aver formato un pugno, in modo che la punta della lama sia rivolta verso l'esterno. In questo modo, quando il possessore dell'arma sferra un pugno, l'arma penetra nel corpo dell'avversario; è possibile anche colpire col taglio della lama, ma questa tecnica viene performata raramente con un'arma del genere. I coltelli a spinta sono veloci, molto facili da utilizzare ed altrettanto da nascondere.